# Манчестерські комп'ютери

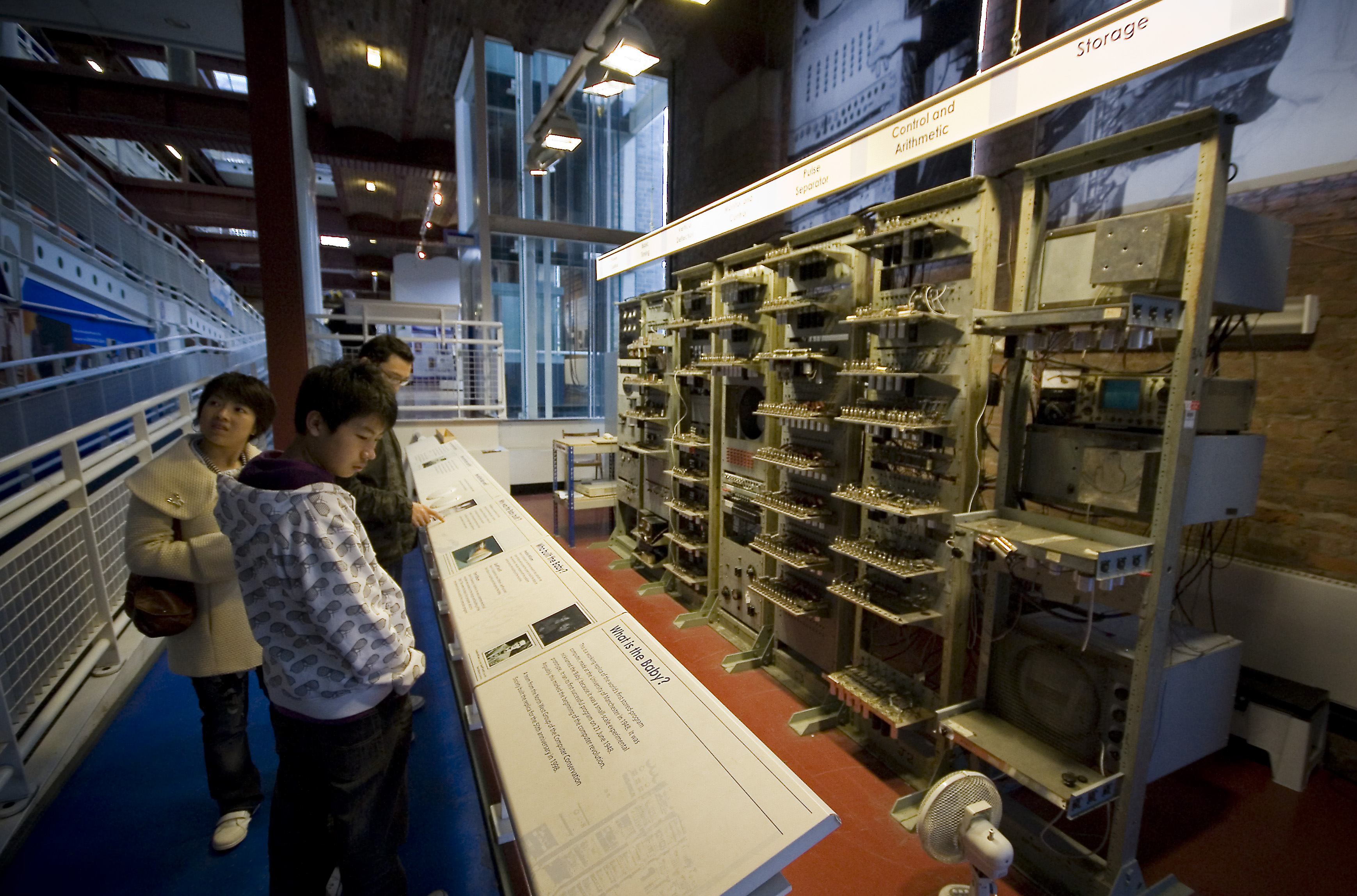
Повноформатна копія манчестерського комп'ютера «Малюк» у у Манчестері

Манчестерські комп'ютери — серія інноваційних електронних комп'ютерів з архітектурою фон Немана, що розроблялась протягом 30-річного періоду з 1947 до 1977 року невеликою командою інженерів та науковців Манчестерського університету під керівництвом Тома Кілбурна. До лінійки розробок увійшли перший у світі комп'ютер із поміщеною у пам'ять програмою, перший транзисторний комп'ютер, а також найшвидший комп'ютер у світі на момент його запуску у 1962 році.
Проєкт мав на меті довести практичну застосовність трубок Вільямса — раннього варіанту конструкції оперативного запам'ятовувального пристрою та провести перевірку того, як комп'ютери можуть допомогти у вирішенні математичних задач. Перший комп'ютер із серії — Манчестерська мала експериментальна машина (SSEM) — виконав свою першу програму 21 червня 1948 року. SSEM, будучи першим у світі комп'ютером із поміщеною у пам'ять програмою, як і Manchester Mark 1, створений на його основі, швидко привернув увагу британського уряду, який найняв компанію «Ferranti» для створення комерційних копій цих комп'ютерів. В результаті комп'ютер «Ferranti Mark 1» став першим у світі комерційним комп'ютером, призначеним для вирішення задач загального призначення.
Співробітництво з компанією «Ferranti» привело у підсумку привело до партнерства з комп'ютерною компанією ICL, котра застосувала на практиці безліч ідей, розроблених в університеті, зокрема, у серії комп'ютерів ICL 2900 Series, що були поширені у 1970-х роках.

## Манчестерська мала експериментальна машина (SSEM)
Манчестерська мала експериментальна машина (англ. Manchester Small-Scale Experimental Machine, скор. SSEM), котру жартівливо називали «Малюк» (англ. Baby), створювалась у першу чергу як стенд для випробування трубок Вільямса — ранньої форми реалізації оперативної пам'яті, ніж як реальний комп'ютер для практичного використання. Робота над машиною розпочалась у 1947 році, а 21 червня 1948 року комп'ютер успішно виконав свою першу програму, що складалась з 17 команд та визначала найбільший дільник числа 218 (262 144) шляхом перебору усіх цілих чисел від (218 — 1) до 0. Програма пропрацювала 52 хвилини і видала вірний результат — 131 072.
Габарити SSEM становили 5,20 м у довжину та 2,24 м у висоту, маса — 1 тонна. У машині було використано 550 ламп (300 діодів і 250 пентодів), а потужність споживання становила 3,5 кіловати. Успіх роботи над комп'ютером було відзначено у повідомленні, надісланому у журнал Nature, яке було опубліковане у вересні 1948 року. Незабаром макетна машина була перероблена у практичнішу модель, що отримала назву «Manchester Mark 1».

## Manchester Mark 1

Manchester Mark 1 (1949)

Робота над Манчестерським комп'ютером Mark I розпочалась у серпні 1948 року і мала на меті забезпечити університет повноцінним обчислювальним засобом. У жовтні 1948 року прототип було продемонстровано Головному науковому раднику (англ. Chief Scientist) Уряду Великої Британії Бену Локспезеру), котрий був настільки вражений, що негайно ініціював урядовий контракт з місцевою компанією «Ferranti» на виготовлення комерційної версії цього комп'ютера, що отримала назву «Ferranti Mark 1».
Було створено дві версії «Марк 1»: перша, що мала назву «Проміжна версія» (англ. Intermediary Version), увійшла до ладу в квітні 1949 року. «Остаточна версія» (англ. Final Specification) запрацювала у жовтні того ж року. У ній використовувалось 4050 ламп, а потужність споживання становила 25 кВт. Мабуть, головним нововведенням у «Mark 1» було використання індексних регістрів, які тепер мають місце в усіх сучасних комп'ютерах.

## «Meg» і «Mercury»
На основі досвіду, отриманого при створенні «Mark 1», команда розробників дійшла висновку, що комп'ютери будуть більшою мірою використовуватися для наукових цілей, ніж для чисто математичних розрахунків. Як наслідок, вони розпочали розроблення нової машини, у якій планувалось реалізувати блок операцій з дійсними числами. Робота над машиною, що отримала назву «Meg» (від слова «мегацикл»), розпочалася у 1951 році і була завершена у травні 1954 року. Машина була меншою і простішою, ніж «Mark 1», а також працювала швидше. Компанія «Ferranti» на базі цієї моделі створила комерційний комп'ютер «Ferranti Mercury», у якому трубки Вільямса були замінені на надійнішу пам'ять на магнітних осердях.

## Транзисторний комп'ютер
Роботи по створенню ще компактнішого і дешевшого комп'ютера розпочались у 1952 і велись паралельно з роботами над комп'ютером «Meg». Двоє інженерів з команди Т. Кілбурна — Р. Грімсдейлта Д. Вебб (англ. D. C. Webb) — отримали завдання розробити і створити машину, використовуючи замість вакуумних ламп транзистори, що тільки з'явилися. Спочатку в машині використовувалися германієві точкові транзистори, які ще на той час були менш надійними, ніж електронні лампи, але потребували набагато меншу потужність джерела живлення.
Було створено дві версії транзисторного комп'ютера. Перша, що запрацювала у листопаді 1953 року, стала першим у світі транзисторним комп'ютером. Друга версія була закінчена у квітні 1955 року. Ця версія базувалась на 200 транзисторах та 1300 напівпровідникових діодах і споживала 150 Вт електроенергії. Однак в машині все ж використовувались електронні лампи для генератора тактової частоти 125 кГц, а також у електричних схемах читання/запису магнітних барабанів, так що це ще не був цілком транзисторний комп'ютер, цей титул належить комп'ютеру «Harwell CADET», що був створений у 1955 році.
Проблеми з надійністю перших партій транзисторів призвели до того, що середній час роботи машини до відмови становив близько 90 хвилин. Цей недолік вдалося усунути з появою площинних транзисторів. Конструкція транзисторного комп'ютера була використана місцевою компанією Metropolitan-Vickers в комп'ютерах «Metrovick 950». У цих комп'ютерах використовувались уже площинні транзистори. Було побудовано шість комп'ютерів цієї моделі, перший — в 1956 році. Вони успішно працювали у різних відділах компанії протягом п'яти років.

## «Muse» і «Atlas»

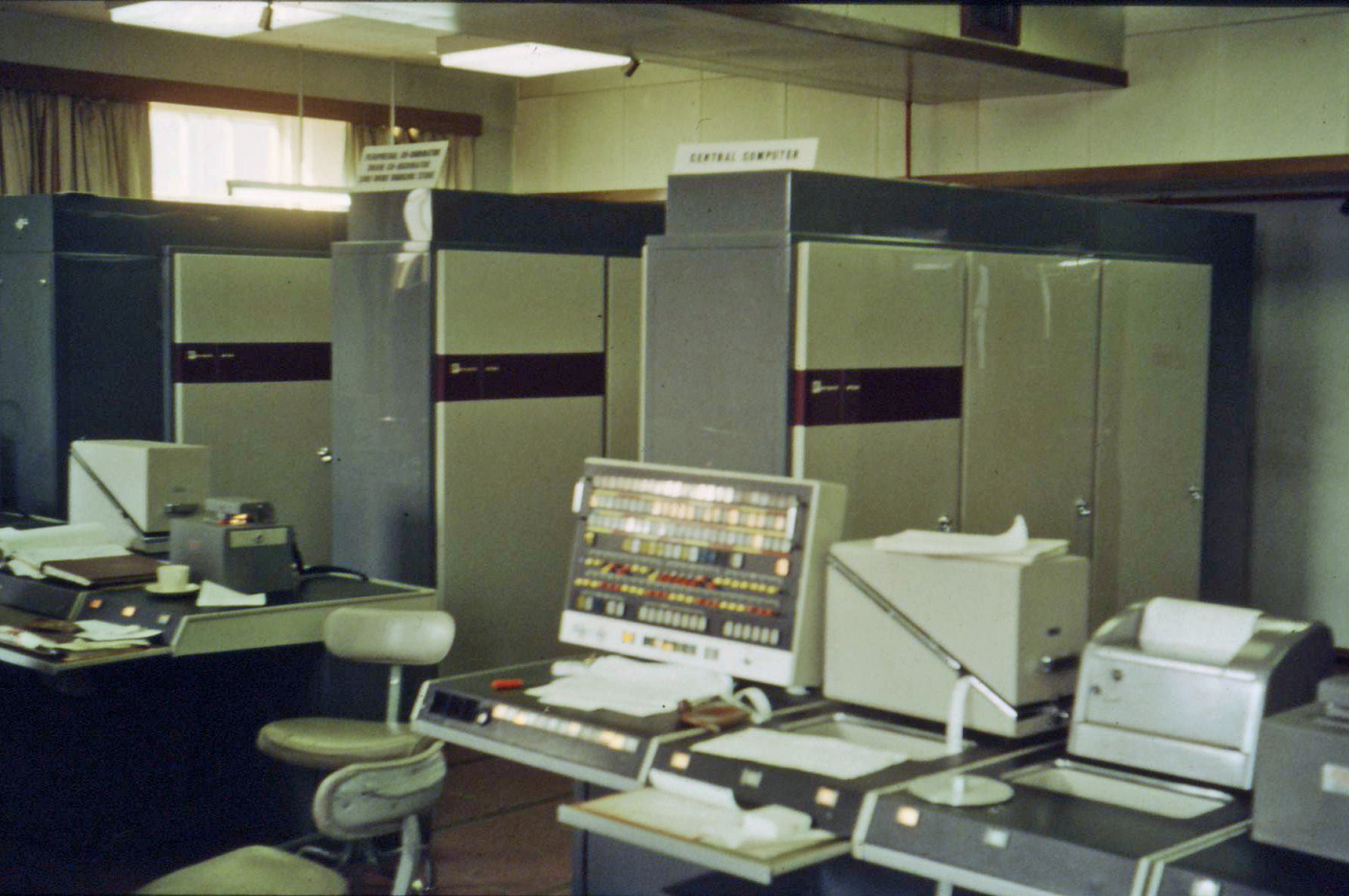
«Atlas» з Манчестерського університету (січень 1963 року)

Робота над комп'ютером «Muse» (від слова «мікросекунда» — µс) розпочалась у 1956 році. Метою було створити комп'ютер, що працював би зі швидкістю виконання однієї операції за одну мікросекунду, тобто 1 мільйон інструкцій за секунду. «Мю» (символ µ) — це префікс у Міжнародній системі одиниць (SI), що позначає величину 10−6 (одна мільйонна частина).
В кінці 1958 року до проєкту приєдналась компанія «Ferranti», і комп'ютер незабаром було перейменовано у «Atlas (комп’ютер)». «Atlas» офіційно був уведений в дію 7 грудні 1962 року і був на той момент найшвидшим комп'ютером у світі, за обчислювальною потужністю відповідав чотирьом комп'ютерам IBM 7094. Ходив навіть жарт, що кожного разу, коли «Atlas» вимикали, Велика Британія втрачала половину своїх обчислювальних потужностей. Найкоротша інструкція виконувалась комп'ютером за 1,59 мікросекунди, у машині використовувались технології віртуальної пам'яті і підкачування сторінок, завдяки чому кожному з користувачів, що працювали з комп'ютером, був доступний обсяг пам'яті в 1 мільйон машинних слів. У цьому комп'ютері вперше були використані багато нових програмних та апаратних рішень, наприклад програма «Atlas Supervisor», що вважається багатьма першою операційною системою в історії.
Згодом були виготовлені дві наступні версії машини: одна для консорціуму компанії «British Petroleum» та Лондонського університету, а друга — для лабораторії «Atlas Computer Laboratory» у Чилтоні поблизу Оксфорда. Компанія Ferranti також виготовила комерційну версію комп'ютера «Atlas» для Кембриджського університету під назвою «Tital» (або «Atlas 2»), де використовувалась інша організація пам'яті, а сама машина працювала під керуванням операційної системи з поділом часу, розробленій у лабораторії «Cambridge Computer Laboratory».
Сам же манчестерський «Atlas» завершив свою роботу у 1971, но його продовжували використовувати час від часу до 1974 року. Деякі компоненти комп'ютера «Atlas», що знаходився у Чилтоні, тепер представлені у Національному музеї Шотландії (Единбург).

## MU5
Робота над комп'ютером MU5 розпочалась у 1966 році. Машина мала працювати у 20 разів швидше, ніж комп'ютер «Atlas», та виконувати відкомпільовані програми, а не машинний код, набраний уручну. Основний внесок у високу продуктивність MU5 зробило використання асоціативної пам'яті.
У 1968 році британське урядове агентство Рада з науково-технічних досліджень виділило Манчестерському університету грант на п'ять років розміром 630 466 фунтів стерлінгів (9,5 мільйонів фунтів по курсу 2014 року) на розробку комп'ютера MU5, а компанія ICL надала університету свої виробничі площі. Розробка велась з 1969 до 1971 року. За цей час початкова команда інженерів розрослась з 6 до 16 осіб, плюс до них додались 25 студентів-аспірантів та 19 інженерів компанії ICL.
MU5 остаточно було введено в дію у жовтні 1974 року, що у часі збіглося із оголошенням компанією ICL про початок роботи над новою лінійкою комп'ютерів «Серія 2900». Зокрема, перший комп'ютер серії — ICL 2900 Series, що з'явився на ринку у червні 1975 року, містив багато запозичених у моделі MU5 ідей та експлуатувався у Манчестерському університеті до 1982 року.

## MU6
Комп'ютер MU5 був останньою великою машиною, що виготовлялась силами Манчестерського університету. Розробка його наступної версії — MU6 — фінансувалась з гранту розміром 219 300 фунтів стерлінгів (968 000 фунтів за курсом 2014 року), наданого Радою з науково-технічних досліджень у 1979 році. Передбачалось, що комп'ютер MU6 буде являти собою цілу серію машин від найпотужнішого варіанту MU6-V, аж до персональної ЕОМ MU6-P. Були виготовлені лише персональна машина MU6-P і машина середнього класу MU6-G. Вони пропрацювали з 1982 до 1987 року. В університету не виявилось ресурсів побудувати решту машин серії своїми силами, а комерційного розвитку цей проєкт не отримав.

## Список машин
| Рік  | Прототип                                                                                     | Рік  | Комерційна версія     |
| ---- | -------------------------------------------------------------------------------------------- | ---- | --------------------- |
| 1948 | Манчестерська мала експериментальна машина, («Baby»), згодом перероблена у Manchester Mark 1 | 1951 | Ferranti Mark 1       |
| 1953 | Транзисторний комп'ютер                                                                      | 1956 | Metrovick 950         |
| 1954 | Manchester Mark II («Meg»)                                                                   | 1957 | Ferranti Mercury      |
| 1959 | Muse                                                                                         | 1962 | Ferranti Atlas, Titan |
| 1974 | MU5                                                                                          | 1974 | ICL 2900 Series       |